# Analogia (metoda stosowania prawa)
Analogia (rozumowanie per analogiam, rozumowanie a simile) – jako metoda stosowania prawa polega na ustalaniu skutków prawnych danego stanu faktycznego poprzez porównanie go z innymi stanami faktycznymi, których skutki prawne są znane. 
Drogą analogii można stosować zarówno prawo stanowione (ustawowe), jak i prawo precedensowe. W przypadku prawa stanowionego dla celów porównania ze stanem faktycznym, którego skutki prawne się ustala, wykorzystuje się tzw. wzorcowe przypadki stosowania danej normy prawnej (przepisu prawa), a więc stany faktyczne, w których wiadomo, że ta norma z pewnością znajduje swoje zastosowanie. Natomiast w przypadku prawa precedensowego, stan faktyczny, którego skutki prawne ustala się na drodze rozumowania per analogiam, porównuje się ze stanem faktycznym, jaki miał miejsce w sprawie precedensowej, a więc sprawie przy rozpoznawaniu której doszło do ustanowienia wiążącego precedensu.      
Analogia jest typową metodą stosowania prawa w systemach prawnych typu common law. W prawie kontynentalnym metodą taką jest dedukcja prawnicza występująca pod postacią sylogizmu prawniczego.
Szczególne postacie analogii charakterystyczne dla systemu prawnego typu civil law, służące do wypełniania tzw. luk w prawie, to analogia legis i analogia iuris.